# Paul Gastine
Pour les articles homonymes, voir gastine.
Paul Gastine est un dessinateur de bande dessinée né le 25 août 1985 à Caen.

## Biographie
Alors qu'il a 15 ans, Paul Gastine rencontre Jérôme Félix à l'occasion d'un atelier de bande dessinée organisé par une Maison des jeunes et de la culture à Blainville-sur-Orne. Gastine passe un baccalauréat littéraire, option arts plastiques. Tout en continuant à exercer son style, Gastine s'inscrit à l'université, où il recommence trois fois sa première année.
Paul Gastine s'associe avec Jérôme Félix pour créer la série L'héritage du diable, une bande dessinée d'aventure publiée à partir de 2009 par les éditions Bamboo. L'album rappelle les aventures d'Indiana Jones. En 2016, lors du festival Des Planches et des Vaches, Gastine reçoit le prix « Veau de lait / prix de la Ville d'Hérouville ».
Les deux auteurs reprennent la collaboration pour livrer, en 2019, Jusqu'au dernier, une bande dessinée de western, chez le même éditeur. L'album remporte le prix BD-Fnac Belgique en 2020.
En termes d'influences, Gastine déclare s'inspirer de Philippe Berthet, Tex Avery, Roger Rabbit, Indiana Jones.

## Œuvres
- L'héritage du diable, scénario de Jérôme Félix, éd. Bamboo, coll. Grand Angle

1. Rennes-le-Château, couleurs de Cyril Saint-Blancat et Scarlett Smulkowski, mars 2009  (ISBN 978-2-350-78327-7) (BNF 42005434)
2. Le secret du Mont-Saint-Michel, couleurs de Scarlett Smulkowski, juin 2011  (ISBN 978-2-35078-327-7) (BNF 42005434)
3. Rex mundi, couleurs de Scarlett Smulkowski, février 2014  (ISBN 978-2-81892631-4) (BNF 43785457)
4. L'apocalypse, couleurs de Paul Gastine, juin 2016  (ISBN 978-2-8189-3605-4) (BNF 45119879)

- Jusqu'au dernier, scénario de Jérôme Félix, éd. Bamboo, coll. Grand Angle, novembre 2019  (ISBN 978-2-8189-6700-3) (BNF 45834851)

## Récompense
- 2020 : prix BD-Fnac Belgique pour Jusqu'au dernier[8].